# Везирхан
Везирхан (на турски: Vezirhan) е град в околия Биледжик, вилает Биледжик, Турция, разположен на 17 километра северно от град Биледжик. Той е на около 150 метра надморска височина. Населението му през 2000 г. е 3 128 души. Населено е предимно с българи мюсюлмани (помаци), то е основано от преселници от село Осеново, Пещерско, които го напускат през 1911 г.